# ナフトールフタレイン
ナフトールフタレイン（Naphtholphthalein）は、酸塩基指示薬の一種で、時折、植物園におけるpH調査に使われることがある。外見としては白色、うすい浅黄色、うすい赤褐色のものがあり、エタノールなどのジエチルエーテルに溶けやすく、水に溶けにくい。